# Phytodietus criddleanae
Phytodietus criddleanae är en stekelart som beskrevs av Loan 1981. Phytodietus criddleanae ingår i släktet Phytodietus och familjen brokparasitsteklar. Inga underarter finns listade i Catalogue of Life.